# مولوكو دياباتيه
مولوكو دياباتيه (بالفرنسية: Souleymane Diabate)‏ مواليد 21 يوليو 1987 في ساحل العاج، هو لاعب كرة سلة فرنسي. بدأ مسيرته الاحترافية في سنة 2006. يلعب في الدوري الفرنسي لكرة السلة الدرجة الأولى كلاعب هجوم خلفي. يبلغ طوله 6 قدم 2 بوصة (1.9 م).

## المسيرة الاحترافية
لعب مع جاي دي أيه ديجون في الدوري الفرنسي من سنة 2006 إلى 2009، ثم لعب مع نانسي باسكت في موسم 2012–2013، ثم لعب مع بي سي إم جرافيلين في الدوري الفرنسي من سنة 2013 إلى 2015، ثم لعب مع إس بي أو روان باسكت في موسم 2015–2016، ثم لعب مع إم زد تي سكوبيه في موسم 2016–2017، ثم لعب مع ريمس شمبانيا في الدوري الفرنسي في سنة 2017.

## روابط خارجية
- مولوكو دياباتيه على موقع الاتحاد الدولي لكرة السلة (الإنجليزية)
- مولوكو دياباتيه على موقع كرة السلة الأوروبية.كوم (الإنجليزية)
- مولوكو دياباتيه على موقع ريلجم (الإنجليزية)
- مولوكو دياباتيه على موقع بروبوليرز (الإنجليزية)
- مولوكو دياباتيه على موقع سبورتس رفرنس (الإنجليزية)